# Mendoncia gracilis
Mendoncia gracilis là một loài thực vật có hoa trong họ Ô rô. Loài này được Turrill mô tả khoa học đầu tiên năm 1919.